# Odd Einar Dørum
Odd Einar Dørum (ur. 12 października 1943 w Oslo) – norweski polityk, przewodniczący liberalnej partii Venstre (1982–1986, 1992–1996), były minister i deputowany.

## Życiorys
Urodził się jako syn Norwega i Niemki pochodzenia żydowskiego. Kształcił się w Trondheim Katedralskole, w 1970 ukończył socjologię w Sosialskolen i Trondheim. Pracował jako wykładowca oraz konsultant do spraw opieki społecznej i zdrowia.
Zaangażował się w działalność polityczną w ramach liberalnej partii Venstre. Od 1962 pełnił różne funkcje w jej młodzieżówce Unge Venstre, m.in. w latach 1970–1972 stał na czele tej organizacji. Dwukrotnie kierował krajowymi strukturami Venstre – od 1982 do 1986 oraz od 1992 do 1996. Działał także w sprzeciwiającej się przystąpieniu Norwegii do EWG organizacji Folkebevegelsen mot norsk medlemskap i EEC, na początku lat 70. pełnił funkcję jej sekretarza.
Po raz pierwszy mandat posła do Stortingu sprawował w latach 1977–1981. Powrócił do norweskiego parlamentu w 1997, zasiadając w nim przez trzy kadencje do 2009. Był członkiem obu rządów Kjella Magne Bondevika. W pierwszym pełnił funkcję ministra handlu i przemysłu (od października 1997 do marca 1999), a następnie ministra sprawiedliwości i do spraw policji (od marca 1999 do marca 2000). W drugim ponownie zajmował stanowisko ministra sprawiedliwości i do spraw policji (od października 2001 do października 2005).
Działał też w lokalnym samorządzie, był radnym w Trondheim (1967–1971, 1976–1979) i w Oslo (1991, 1995–1997, 2011–2015). Pełnił także funkcję zastępcy członka w tych gremiach. Powoływany również do organów różnych organizacji i instytucji. W latach 2009–2013 wchodził w skład Riksvalgstyret, norweskiej komisji wyborczej.
Odznaczony Komandorią Orderu Świętego Olafa (2004).